# Design estratégico
O design estratégico é uma abordagem responsável por conectar e articular diferentes tipos de saberes sob o ponto de vista da estratégia, da ação projetual e das relações que constituem redes de design. A maneira como os diferentes grupos atuantes pensam é uma forma de dialogar coletivamente e, com isso, mostram os diferentes caminhos para possíveis soluções. Também visa ao desenvolvimento de estratégias organizacionais, sejam empresas privadas, instituições públicas, associações civis ou coletivos informais. É uma disciplina transdisciplinar, abrindo uma gama de possibilidades de cruzamentos de diversas disciplinas, traçando uma estratégia definida que seja efetiva. O sucesso da estratégia do design depende muito da interação de indivíduos de áreas diferentes e suas ideias, compreendendo o mercado e os consumidores que serão afetados.
Diferente de outras metodologias de formulação de estratégia, o Design Estratégico privilegia a colaboração e orientação à a inovação e à sustentabilidade como processo e não apenas como fim, coletando informações em tempo real de fontes dentro das organizações, bem como fontes externas, como consumidores e mercado. As estratégias são elaboradas em um processo que envolve todo o seu ecossistema de atuação: o meio organizacional (escritórios de design, empresas e demais organizações), o mercado, a sociedade e o meio-ambiente. 
No Design Estratégico, a função do designer é a de articular toda a rede de atores envolvida no projeto, internos ou externos à organização, na elaboração da estratégia e seus desdobramentos. Assim, a relevância dessa abordagem está na capacidade de empoderar pessoas para fazer coisas e para lidar com um contexto inconstante. 
O objeto de projeto no Design Estratégico é o conjunto integrado de produto, serviço e comunicação (Sistema Produto-serviço, PSS) com a qual uma organização se apresenta ao mercado, se coloca na sociedade e dá forma a própria estratégia. O Design Estratégico dos PSS muda o foco da inovação de design de produto ou serviço (dado no design tradicional) para uma estratégia de sistema orientada por designers, para produzir soluções integrais. Essa perspectiva requer a atuação de diversos atores, prevendo a colaboração, não apenas de designers, mas de todas as pessoas que possam contribuir para o processo de projeto. Assim, o conhecimento é construído a partir do diálogo promovido por diferentes pontos de vista. Sua transdisciplinariadade, nesse sentido, se estende além da Arquitetura e Engenharia, e dialoga com outros campos de conhecimento, em especial com as Ciências Humanas e Sociais.   
Essa compreensão redefine a visão de projeto nascida com o Design Industrial, deslocando o produto do centro do projeto e contextualizando-o como objeto interligado a condições culturais, sociais e econômicas. Neste sentido, o Design Estratégico possibilita a análise de contextos e interpretação de estruturas de significado, atuando assim no reposicionamento ou reestruturação de problemas.   
A ação projetual do Design Estratégico está intrinsicamente ligada à inovação e à transdisciplinaridade para a elaboração de propostas que promovam transformação social.  O sucesso dessa abordagem, então, é gerar valor para as pessoas e para sociedade através de sua ação (Zurlo, 1999).   
O aprofundamento no conceito de Design Estratégico, como campo de reflexão e proposição teórica foi fortemente influenciado por autores pertencente à Escola Politécnica de Milão, como Ezio Manzini, Francesco Zurlo, Francesco Mauri e Anna Meroni. Muito embora possuindo alguns pontos distintos em suas concepções, os autores indicam um olhar às relações como ponto essencial para projetação e criação de sentido.  
No Brasil o Design Estratégico foi formulado através de pesquisa de mestrado de Claudio Magalhães em 1994, dentro do Programa de Engenharia de Produção da COPPE/UFRJ, que foi um dos programas de Pós-Graduação pioneiros a desenvolver pesquisas na área de Desenho Industrial, tendo como um de seus colaboradores iniciais o Professor Itiro Iida. A dissertação "Design Estratégico: integração e ação do design industrial dentro das empresas" (Magalhães, 1994) surge em um período posterior à abertura do mercado brasileiro em 1990, buscando uma alternativa ao foco no tradicional dos designers na criação de produtos, e também influenciado pela área de Gestão  da Qualidade, além da tradicional área de Ergonomia deste programa de Pós-Graduação. O texto foi publicado em uma versão resumida como um livro de referência pelo Programa Brasileiro do Design (PBD) em 1997 (Magalhães, 1997).   
A disciplina é majoritariamente praticada por consutorias de design, por departamentos internos de empresas ou, ainda, por equipes transdisciplinares que envolvem, pela visão do design estratégico, designers especialistas e designers difusos. Na visão de Ezio Manzini, os designers difusos são designers "não especialistas" que apresentam capacidades naturais para o exercício do design. Empresas são os principais consumidores de design estratégico, mas os setores público, político e sem fins lucrativos também estão fazendo uso crescente da disciplina.
O Design estratégico é uma evolução de uma disciplina, de uma linha de conhecimento, de uma forma de pensar. Projetar, que para muitos pode ser algo inerente ao ser humano, tem sido o principal papel do design desde seu nascimento. Uma das maiores virtudes do design como área tem sido sua navegação pelas necessidades vigentes do mundo. Em uma era industrial passada o design havia se focado na necessidade vigente industrial que a humanidade necessitava e hoje, ao encontrar um mundo onde a complexidade impera e intriga os pensadores, o design se propõe a pensar para este contexto. O Design Estratégico propõe-se a pensar sobre os sistemas produto-serviço dos dias atuais, em rede, e propor reorganizações estratégicas destes mesmos, redesenhos que possam ser mais sustentáveis, abertos, que respeitem seus diversos atores e possam se perpetuar no ambiente caótico da atualidade.

## Pilares do Design Estratégico
O Design Estratégico está alicerçado sobre 8 pilares segundo Anna Meroni:
- Sistema produto-serviço: integração de produtos, serviços e comunicação buscando soluções que diferenciam a empresa de seus competidores através da construção de uma identidade.
- Evolução: design estratégico pressupõe mudança por inovação radical, ou seja, uma ruptura no sistema capaz de fazê-lo avançar e evoluir.
- Definição e solução de problemas: a riqueza da abordagem não está só em resolver problemas, mas antes disso, em defini-los.
- Inovação social: mudanças de comportamento que acontecem de baixo para cima podem conduzir à inovação tecnológica e de produção, com um olhar para a sustentabilidade.
- Cenários: é o modo como os designers tangibilizam visões de futuro.
- Codesign: visa engajar diversos atores na solução de um problema que é de interesse comum.
- Diálogo estratégico: catalisa e orienta a energia de múltiplos atores para a solução do problema, através da interpretação da visão compartilhada de como o futuro poderia ser.
- Construção de capacidades: habilita os atores a lidar o contexto em mudança, extraindo sentido do caos.

## Relação com o Design
O Design se desenvolveu como uma atividade ligada ao ato de criação estética e material, em uma perspectiva funcional, física, tangível e objetiva, envolvendo atividades técnicas, estratégicas e criativas, geralmente direcionada à resolução de problemas. Permeado pela cultura industrial, sua prática determinava o campo de atuação do projeto com centralidade no produto e seus atributos utilitários[i]. Ao longo do tempo, o Design evoluiu abrangendo, além da criação estética e material, a construção de sentido, a atuação estratégica e a projetação de cenários para transformação social. 

## Cenários Orientados pelo Design
Os Cenários Orientados pelo Design são uma das principais ferramentas utilizadas no Design Estratégico. Projetar por cenários significa capturar os sinais daquilo que está por vir e fazer ver um futuro possível através da imaginação (Reyes, 2016). De acordo com o autor, projetar por cenários diz respeito a fazer ver um futuro através de uma construção imaginária estruturada por fatos atuais. Os cenários funcionam como um direcionamento de projeto, já que o design se configura como formador de algo que não existia para resolver uma necessidade efetiva. Cenários tornam as informações perceptíveis através de visões compartilháveise promovem a colaboração entre diversos atores, entre designer especialistas e designers difusos (atores que não são especialistas em design mas atuam como se fossem) a partir de uma visão comum a todos eles, promovendo um ambiente favorável à inovação social (Manzini, 2015). Eles servem também como uma metodologia de apoio à tomada de decisão estratégica, fornecendo insumos para promover inovação em contextos turbulentos e complexos.
Tangibilizar estes cenários em artefatos comunicativos ajudam a desenvolver o diálogo social sobre o que deve ser feito e estimula a atividade de codesign. O cenário orienta a atividade do design, ajuda a gerar insights sobre metas a serem atingidas e como elas podem ser alcançadas (Manzini, 2015). Estes cenários devem ajustar-se a mudanças do ambiente, e de se reorganizar através do aprendizado adquirido nas experiências do ambiente em torno de uma empresa (Freire, 2017).
Este método pode ser utilizado para contribuir a um processo de design específico, entretanto ele também serve como instigador de um ambiente, tornando o mais favorável para o surgimento e o desenvolvimento de soluções múltiplas, para áreas locais ou até para grandes e complexas estruturas sócio técnicas (Manzini, 2015).

## Design Estratégico e Inovação
Inovação — compreende-se — como a ação de utilizar recursos já existentes para um fim ainda não explorado. Deste modo, quando fala-se “inovação social” MANZINI afirma:
“A primeira e  mais evidente característica comum dessas iniciativas é o fato de que elas surgem da recombinação criativa de recursos já existentes (de capital social a patrimônio histórico, de habilidades tradicionais à tecnologia avançada acessível), com o objetivo de de atingir metas socialmente reconhecidas de uma nova maneira.”MANZINI (2017, p.25)  
Percebe-se na fala de MANZINI que a inovação social tem um compromisso com a comunidade. Desta forma, a inovação social tem em seu âmago os interesses dos usuários - que por sua vez - assumem papel de protagonistas na construção de uma solução benéfica ao conjunto de sujeitos envolvidos na ação. Trata-se portanto de um processo de design bastante particular: o designer profissional pode participar do processo, colaborando com incentivos criativos e dando ignição a processos de codesign, entretanto, o engajamento da comunidade envolvida no projeto deve ser imperativo e genuíno. Em outras palavras, o desejo de reconfigurar recursos já existentes para novas soluções deve vir do meio interno (comunidade) e não externo (corporações, designers profissionais e afins).
Uma ação de design pode ser considerada estratégica (um projeto de design estratégico) quando há um progresso tal que provoca uma ruptura em um sistema (uma organização ou qualquer outro corpo social), fazendo-o evoluir. Portanto, trata-se de uma inovação radical, não apenas incremental, que causa descontinuidade por meio da exploração e da mudança.
Esse tipo de inovação aborda uma mudança de perspectiva e a abertura de novos horizontes. A importância dessa mudança não reside apenas na sua dimensão, mas principalmente no potencial de desencadear processos transformadores cujas consequências não podem ser claramente previstas, mas carregam consigo uma certa intencionalidade (não são nem completamente neutras nem completamente absolutas).
Essa revolução implica que o designer não atua mais apenas no campo do fazer, mas principalmente no campo do pensar (Muratovski, 2015). Estas novas correntes de pensamento estão gerando inovações disruptivas no sistema, desafiando os modelos de negócio antigos a mudarem.
A ação projetual no âmbito do design estratégico incorpora a inovação como ferramenta para enfrentar a esfera dos significados e valores sociais vigentes, tendo como objetivo, como proposto por Manzini, “dar às pessoas novas possibilidades de ser e de fazer aquilo que querem, sem que isso danifique o ambiente ou outras pessoas”. Portanto, a inovação no design estratégico carrega consigo um forte senso de sustentabilidade.
A sustentabilidade aproxima-se à inovação social: essa mantém intrinsicamente os interesses dos indivíduos que assumem o papel de protagonistas na construção de uma solução benéfica ao conjunto de sujeitos envolvidos na ação. O processo de design utiliza suas sensibilidades, capacidades e habilidades para projetar estratégias que empoderem os membros de comunidades a usar da criatividade que possuem para inovar em escala local, de forma que eles próprios solucionem os problemas sociais existentes ou gerem novas oportunidades .
Proposições de valor provenientes de inovações sociais caracterizam-se pela sua abertura e cooperação com a comunidade a fim de atender questões sociais. Segundo Manzini (2015), “a transição para uma sociedade em rede e sustentável [...] consiste em um processo de aprendizagem social amplo e complexo”, podendo-se utilizar recursos já existentes para um fim ainda não explorado.
Ao orquestrar a integração entre diversos atores presentes nesse processo projetual, habilitando os membros das comunidades para utilizarem suas expertises através de técnicas de codesign, o designer estratégico estimula o desenvolvimento de uma inteligência coletiva a que Castells (2010)  denomina sociedade em rede. Conexões dessa rede modificam o valor das dinâmicas sociais possibilitando conectar territórios com diferentes culturas onde quanto maior for a troca de informação, mais autossustentável a comunidade se torna.

## Co-design
Co-design configura-se como uma abordagem para a prática projetual onde vários atores contribuem no desenvolvimento de projetos. Alguns autores ligados ao Politecnico di Milano e também ao PPG em Design Estratégico Unisinos trabalham com a perspectiva de um design projetado por muitas cabeças e mãos, como por exemplo, Meroni, Manzini, Freire e Zurlo. 
O co-design reflete uma mudança fundamental na tradicional relação designer-cliente. A abordagem de co-design permite que uma ampla gama de pessoas faça uma contribuição criativa na formulação e solução de um problema, mostrando que os designers não são os únicos com direito a serem criativos, e a capacidade de co-criar com comunidades sociais a fim de conceber soluções para os problemas é uma característica importante do design estratégico [6]. A colaboração com especialistas em outras disciplinas e com os afetados pelo problema dá uma visão mais completa e integrada de como as soluções podem vir a tona e como elas podem ser implementadas [6]. 
Na visão de Manzini os designers, via de regra, criam e propõem projetos que determinam um ponto de partida para ações e estratégia, sob o olhar do Design Estratégico, em busca de inovação e sustentabilidade. Pontos de partida e propostas conceituais que necessitam a colaboração de outros profissionais, muitas vezes de outras áreas, para que estes projetos consigam decolar do ponto de partida e chegar a um fechamento temporário. Designers difusos, colaborando com designers especialistas, em projetos de co-design. Essa posição dialógica do designer, aceitando colaborações de atores e usuários (que tornam-se centrais), é um dos os sinais que pode ajudar a identificar uma mudança na cultura de design, permitindo que uma gama ampla de pessoas faça alguma contribuição criativa, desde que possamos reconhecê-la como relevante. 
Organizações que utilizam o co-design podem ser consideradas iniciativas de baixo para cima, porque a precondição para a sua existência é a participação ativa das pessoas diretamente envolvidas. 
Sanders e Stappers (2008) colocam o designer como protagonista desse processo, mas com o papel de instruir, prover conhecimentos que os demais atores não possuam, manter suas especialidades e atuarem como pesquisadores e designers propriamente ditos. Segundo eles o o co-design é a criatividade coletiva de designers colaboradores.
Estes autores dividem muito bem o papel do usuário, do pesquisador e do profissional na prática do co-design. Sanders e Stappers acreditam que o designer envolvido em um projeto de co-design deve:
1)	Instruir os não-designers e municiá-los com ferramentas para que possam se expressar criativamente;
2)	Prover conhecimentos que esses atores envolvidos, não-designers, não possuam;
3)	Manter suas especialidades, lembrando que os envolvidos não-treinados não se tornam especialista quando ingressam no processo de co-design;
4)	Atuar como profissional híbrido de pesquisador e designer (designer pesquisador e pesquisador designer).
O processo de Co-design quando praticado no início do processo de desenvolvimento de um projeto pode ter impacto positivo de longo alcance, pois essa aplicação das práticas de design participativo, tanto na geração de ideias como durante todo o processo projetual até o momentos-chave de decisão, tem o potencial de mudar o mundo.

## Design Estratégico no Politecnico di Milano
A abordagem de Design Estratégico aqui descrita nasceu no contexto do Master in Strategic Design da Poli.Design na Politecnico de Milano. Lançado em 2008, o curso é oferecido até hoje anualmente, recebe alunos de diversas partes do mundo e tem por objetivo formar “especialistas e consultores capazes de assumir papeis de design e gestão no processo de inovação do sistema produto-serviço”.

## Design Estratégico na Universidade do Vale do Rio dos Sinos – UNISINOS
No Brasil, a pesquisa sobre o tema recebe fortes contribuições do Programa de Pós-Graduação em Design Estratégico da Universidade do Vale dos Sinos – Unisinos, que baseia-se no  estudo  das  estratégias elaboradas  pelo  Design  para  orientar  a  ação  projetual  e,  sobretudo,  a  ação organizacional  em  direção  à  inovação  e  à  sustentabilidade.  Essas  estratégias são  elaboradas  pelo  Design  em  um  processo  que  envolve  todo  o  seu ecossistema  de  atuação:  o  meio  organizacional  (escritórios  de  design,  empresas e  demais  organizações),  o  mercado,  a  sociedade  e  o  meio-ambiente.
O Programa de Pós-Graduação da Unisinos foi o primeiro a oferecer Mestrado e Doutourado tendo como área de concentração o Design Estratégico. O programa foi criado em parceria com a Poli.Design e hoje conta também com cursos de Especialização em Design Estratégico com 3 diferentes focos: Branding, Inovação e Prototipagem do Sistema Produto-Serviço e Moda.

## Strategic Design Research Journal – SDRJ (revista científica)
O periódico científico Strategic Design Research Journal (SDRJ) é uma publicação especializada em Design Estratégico, concentrando-se nas potencialidades do design na elaboração de estratégias e a busca por inovação relacionada com qualquer tipo de organizações, tais como empresas, organizações governamentais e não-governamentais, instituições de ensino, cooperativas, ou mesmo associações ou movimentos casuais.